# Do Better
〈Do Better〉(두 베터)는 스타쉽 엔터테인먼트의 몬스타엑스와 우주소녀의 컬레버레이션 그룹인 Y틴의 디지털 싱글이다. KT 뮤직에서 2016년 8월 6일에 발매됐다. 몬스타엑스의 전체 멤버와 우주소녀의 엑시, 성소, 은서, 설아, 수빈, 여름, 다영의 7인의 멤버로 전체 14명으로 구성되어있다. 이 그룹은 동명의 KT 요금제인 ‘Y틴’의 모델로 활동한다.

## 미디어에서의 사용
- KT ‘Y틴 요금제’ CF송